# Pteroptyx asymmetria
Pteroptyx asymmetria is een keversoort uit de familie glimwormen (Lampyridae). De wetenschappelijke naam van de soort werd voor het eerst geldig gepubliceerd in 2001 door Ballantyne.